# Palatinado-Kleeburg
O Palatinado- Kleeburg, Palatinado-Zweibrücken-Kleeburg ou, na sua forma mais completa, Ducado do Palatinado-Zweibrücken-Kleeburg (em alemão:  Hetzogtum von Pfalz-Zweibrücken-Kleeburg), foi um antigo estado do Sacro Império Romano-Germânico. A sua sede era a localidade Alsaciana de Kleeburg.

## História
A linhagem do Palatinado-Kleeburg, pertencente ao ramo Palatino da Casa de Wittelsbach, governou este ducado vindo a herdar o Palatinado-Zweibrücken em 1718.
O Palatinado-Kleeburg fora criado em 1604, aquando da morte do duque João I do Palatinado-Zweibrücken, que partilhou os seus estados pelos 3 filhos: João Casimiro ficou com o Palatinado-Kleeburg, Frederico Casimiro ficou com o Palatinado-Landsberg e, o irmão mais velho, João II, reteve a maior parte do Palatinado-Zweibrücken.
O casamento de João Casimiro com Catarina da Suécia, filha mais velha do rei Carlos IX da Suécia, fez com que o seu filho mais velho, Carlos Gustavo, viesse a suceder ao avô materno no trono da Suécia em 1654, daí que este ramo de condes palatinos ficasse conhecido por linha Sueca.
Quando ao Palatinado-Kleeburg ele foi deixado para o filho mais novo de João Casimiro, Adolfo João I. 
Gustavo Samuel Leopoldo, o último representante masculino da linha de Kleeburg, veio a herdar o ducado do Palatinado-Zweibrücken bem como o respectivo lugar na Dieta do Imperial em 1718, ano em que o pequeno ducado de Kleeburg vei a ser reintegrado no ducado de Zweibrücken.

## Lista de Duques do Palatinado-Kleeburg

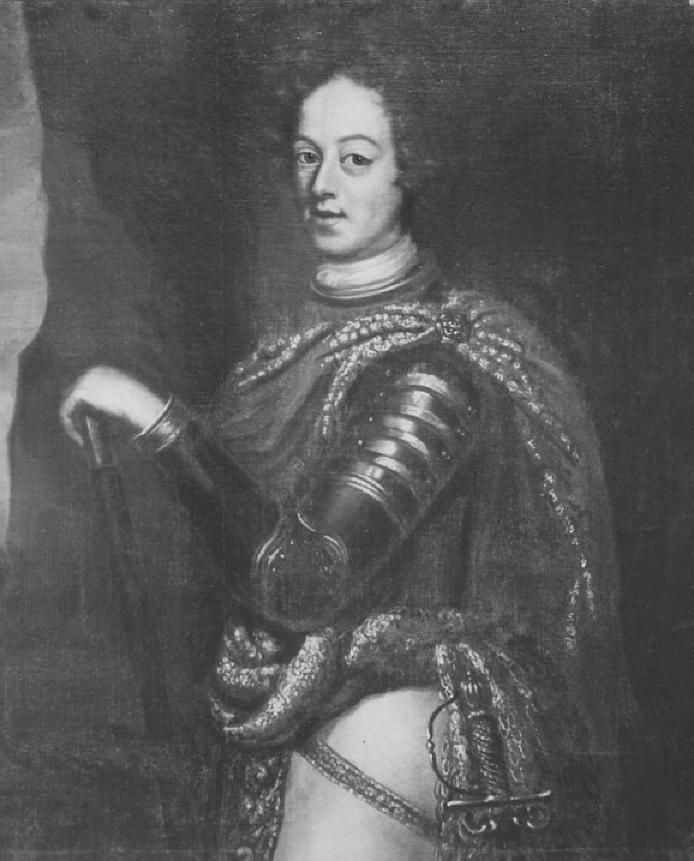
Gustavo duque do Palatinado-Zweibrücken-Kleeburg (1701-1718) e Duque de todo o Palatinado-Zweibrücken (1718-1731).

### Casa de Wittelsbach
- 1604-1652: João Casimiro;
- 1652-1654: Carlos Gustavo, Rei da Suécia (Calos X) a partir de 1654;
- 1654–1689: Adolfo João I;
- 1689-1701 : Adolfo João II;
- 1701-1718: Gustavo
  - em 1718 Gustavo herdou o Palatinado-Zweibrücken (que reabsorveu o Palatinado-Kleeburg) e onde reinou até 1731.